# Берёзки (Молдова)
Берёзки (рум. Beriozchi) — село в Новоаненском районе Молдавии. Наряду с сёлами Албиница, Новый Гырбовец, Русены и Соколены входит в состав города Анений-Ной.

## География
Село расположено на высоте 15 метров над уровнем моря.

## История
Из истории Новых Анен и села Берёзки. Начиная с 1878 года, в эти времена в высокой поросли бурьянов, на ручейке (река Калантырь), появилась огромная змея. Которая пожирала приходящих на водопой лошадей и поросят. Боясь за безопасность своих детей, селяне обратились за помощью к войсковому начальству, которое базировалась на берегу речки. В те времена на юге Бессарабии вспыхнула эпидемия чумы, во избежание распространения заразы на севере страны были выставлены войска, которые не допускали переход переселенцев с южной стороны на северную. Войска - карантин расположились на берегу речки. Молдаване не могли выговаривать слова карантин а выговаривали как Калантир. С тех пор речка стала называться Калантир, (а вместе с ней и часть Берёзок также стало называться Калантырь) Боясь змеи и распространения чумы население стало разбегаться из этой местности. В селении осталась только семья Василия Захарченко, от которой и произошли все потомки Захарченко.

## Население
По данным переписи населения 2004 года, в селе Берёзки проживает 647 человек (316 мужчин, 331 женщин).
Этнический состав села:
| Национальность | Количество чел. | Процент |
| -------------- | --------------- | ------- |
| молдаване      | 269             | 41,58 % |
| украинцы       | 233             | 36,01 % |
| русские        | 108             | 16,69 % |
| болгары        | 19              | 2,94 %  |
| гагаузы        | 2               | 0,31 %  |
| поляки         | 1               | 0,15 %  |
| прочие         | 15              | 2,32 %  |
| Всего          | 647             | 100 %   |